# Zhili do Norte
Zhili do Norte, anteriormente romanizada como Pei Chih-li, era uma província da China Imperial. Era composta pelas atuais províncias de Hebei, pelos municípios de administração direta de Pequim e Tianjin, bem como por pequenas partes de Henan, Shandong.